# Tobias Grahn
Tobias Grahn (Karlskrona, 5 de març de 1980) és un futbolista suec, que ocupa la posició de migcampista atacant.
Grahn ha desenvolupat la majopr part de la seua carrera en equips nòrdics, com l'Östers, el Valeranga o els danesos Aarhus i Odense. A la temporada 06/07 fitxa pel Nàstic de Tarragona, amb qui juga a la primera divisió espanyola, que el cedeix posteriorment a l'Hertha de Berlin.
Ha estat internacional amb Suècia en quatre ocasions, marcant un gol.